# Jack in the Green: Live in Germany 1970–1993
Jack in the Green: Live in Germany 1970–1993 é um filme da banda de rock britânica Jethro Tull. Lançado em 2008, trata-se de uma compilação de cenas de shows realizados na Alemanha entre 1970 e 1993.

## Canções apresentadas
Rockpop in Concert - 1982
1. Fallen on Hard Times
2. Pussy Willow
3. Heavy Horses
4. Jack in the Green
5. Keyboard solo
6. Sweet Dream
7. Aqualung
8. Locomotive Breath
9. Cheerio

Rocksummer - 1986
1. Hunting Girl

Out in the Green - 1986
1. Thick as a Brick
2. Black Sunday
3. Improvisation II
4. Too Old to Rock and Roll, Too Young to Die

Live - 1993
1. My Sunday Feeling
2. So Much Trouble

Beat Club - 1970/1971
1. WIth You There to Help Me
2. Nothing is Easy

## Créditos
- Ian Anderson – flauta, violão, vocais
- Martin Barre – guitarra
- Gerry Conway  – bateria
- Doane Perry  – bateria
- Peter-John Vettese – teclado
- Andrew Giddings – teclado
- John Evan – teclado
- Dave Pegg – baixo
- Glenn Cornick – baixo